# フューチャーベンチャーキャピタル
フューチャーベンチャーキャピタル株式会社（英: Future Venture Capital Co., Ltd.）は、日本の独立系ベンチャーキャピタル。京都市中京区手洗水町659番地 烏丸中央ビルに本社を構える。
本稿では、持株会社であるAIフュージョンキャピタルグループ株式会社（エーアイフュージョンキャピタルグループ）についても記述する。

## 概要
国内各地に拠点を持ち、地域に密着して投資活動を行っている。アーリーステージ企業へのハンズオン投資を標榜している。
創業時には日本アジア投資出身の川分陽二（創業者）やブラウンブラザーズハリマン出身の冨田賢などの有力ベンチャーキャピタリストが名を連ねていた。
主な投資成功例に夢の街創造委員会、ファインデックスがある。

## 沿革
- 1998年
  - 9月 - 三井住友銀行、日本アジア投資出身の川分陽二が京都市中京区に設立。
  - 11月 - 日本初の投資事業有限責任組合の一つ（フューチャー一号投資事業有限責任組合）を組成。
- 2001年
  - 4月 - インベストメント・オフィサーの冨田賢の地元である石川県にて、地方自治体として初となる石川県ベンチャー投資有限責任組合を設立[2]。
  - 10月 - ナスダック・ジャパン（現・ジャスダック）に上場。
- 2005年4月 - 本社を現在地に移転。
- 2011年6月 - 川分陽二が退任し、今庄啓二が代表取締役社長に就任。
- 2016年1月 - 今庄啓二が会長に就任し、松本直人が代表取締役社長に就任。
- 2022年6月 - 定期株主総会において、会社側提案内容がすべて否決され、株主提案が全可決された。松本直人が退任し、FVCの個人株主である金武偉が代表取締役社長に就任。上場企業において、株主提案の可決により経営陣が総交代することは極めて異例[3][4]。
- 2023年
  - 6月 - 定期株主総会において、会社側提案内容がすべて否決され、株主提案が全可決された。金武偉が退任し、FVCの筆頭株主DSG1の執行役員である伊藤洋一が代表取締役社長に就任した。これにより、2年連続で株主提案の可決により経営陣が総交代する異例の事態になった[5]。
  - 11月 - 伊藤洋一が代表取締役社長を辞任し、澤田大輔が代表取締役会長兼社長に就任[6]。
- 2024年
  - 9月 - 東京証券取引所スタンダード市場上場廃止。
  - 10月 - 株式移転により設立されたAIフュージョンキャピタルグループが、フューチャーベンチャーキャピタルに代わり、東京証券取引所スタンダード市場に上場。